# Docodontidae
Docodontidae — вимерла родина всеїдних ссавцеподібних (Mammaliformes), які жили під час середньої юри. Їхні рештки були знайдені в Європі, Азії та Північній Америці.

## Роди
- Borealestes
- ?Castorocauda
- Docodon
- Docofossor
- Gondtherium
- Haldanodon
- Peraiocynodon